# Codi ATC A04
El  codi ATC A04, descrit com Antiemètics i antinauseosos, és una subgrup terapèutic de l'Anatomical, Therapeutic, Chemical Classification System (ATC). La classificació ATC és un sistema de codis alfanumèric desenvolupat per l'Organització Mundial de la Salut (OMS) per als fàrmacs i altres productes sanitaris. El subgrup A04 és part del grup anatòmic A Sistema digestiu i metabolisme.

Els codis per a ús veterinari (codis ATCvet) poden han estat creats afegint la lletra Q davant dels codis ATC humans: QA04... 
Les adaptacions estatals de la classificació ATC poden incloure codis addicionals no presents en aquesta llista, que segueix la versió de l'OMS.

## A04A Antiemètics i antinauseosos
- A04AA Antagonistes de receptors de serotonina (5-HT3)
  - A04AA01 Ondansetró
  - A04AA02 Granisetró
  - A04AA03 Tropisetró
  - A04AA04 Dolasetró
- A04AD Altres antiemètics